# Alejandro González (piloto)
Alejandro González (Rosario, Provincia de Santa Fe, 16 de mayo de 1982) es un empresario y piloto argentino de automovilismo de velocidad. Compitió en diferentes categorías nacionales, destacándose en el Top Race V6 donde es propietario de la escudería Tauro Sport Team, con la cual también compite en el TC Pista. Debutó en el año 2004 compitiendo simultáneamente en la Fórmula Renault Argentina y en la Copa Mégane, y desde allí transitó por las categorías Top Race, TC 2000 y TC Pista. Su escudería de Top Race, firmó un acuerdo en el año 2011 para fusionarse con la escudería Guidi Competición, creando el Tauro Guidi Team. En el año 2011 retornó al TC 2000 a bordo de un Ford Focus I del equipo DP-1 Team, compitiendo únicamente en la penúltima fecha corrida en Potrero de los Funes, donde sufrió un duro accidente sin consecuencias físicas.
Con el anuncio de la renovación del parque automotor del Top Race, González decide renovar su escudería, adecuándola a las exigencias del nuevo reglamento. Para ello, decide adquirir dos unidades Volkswagen Passat CC de última generación, para ponerlas a competir bajo el ala de su equipo, el Tauro Guidi Team. Las novedades llegarían a la plantilla de pilotos, ya que además de ser el tripulante de la primera unidad, la segunda unidad le sería confiada al excampeón de Top Race y TC 2000 y expiloto internacional, José María López. De esta forma, González tomaría partido en la nueva divisional mayor del Top Race creada en 2012, identificando a su unidad con el número 13. Asmimismo, su trabajo dentro de la categoría TC Pista continuaría, poniendo en pista un Chevrolet Chevy, con el cual conseguiría su primer podio el 5 de agosto de 2012 en el Autódromo Oscar y Juan Gálvez, en la competencia disputada en el día del aniversario número 75 del Turismo Carretera.

## Trayectoria
| Año  | Categoría                        | Automóvil              |
| ---- | -------------------------------- | ---------------------- |
| 2000 | Debut en Karting                 | Categoría Súper Sudam. |
| 2003 | Karting                          | Categoría Super Sudam. |
| 2003 | Fórmula Renault Argentina        | Crespi - K4M Renault   |
| 2004 | Fórmula Renault Argentina        | Crespi - K4M Renault   |
| 2004 | Copa Mégane                      | Renault Mégane         |
| 2005 | Fórmula Renault Argentina        | Crespi - K4M Renault   |
| 2005 | Copa Mégane                      | Renault Mégane         |
| 2006 | Fórmula Renault Argentina        | Crespi - K4M Renault   |
| 2006 | TC Pista                         | Dodge Cherokee         |
| 2006 | Top Race V6                      | Renault Laguna         |
| 2007 | Top Race V6                      | Mercedes-Benz C-203    |
| 2008 | Top Race V6                      | Peugeot 407            |
| 2008 | Top Race V6                      | Mercedes-Benz C-203    |
| 2008 | TC 2000                          | Ford Focus I           |
| 2009 | Top Race V6                      | Mercedes-Benz C-203    |
| 2009 | TC 2000, 1 carrera               | Ford Focus I           |
| 2010 | Copa América 2010 Top Race V6    | Ford Mondeo II         |
| 2010 | Torneo Clausura 2010 de Top Race | Mercedes-Benz C-203    |
| 2010 | TC Pista                         | Chevrolet Chevy        |
| 2010 | TC Pista                         | Ford Falcon            |
| 2011 | Top Race V6                      | Mercedes-Benz C-203    |
| 2011 | TC Pista                         | Chevrolet Chevy        |
| 2011 | TC 2000, 1 carrera               | Ford Focus I           |
| 2012 | Top Race V6                      | Volkswagen Passat CC   |
| 2012 | TC Pista                         | Chevrolet Chevy        |
| 2013 | TC Pista                         | Chevrolet Chevy        |
| 2014 | TC Pista                         | Chevrolet Chevy        |
| 2015 | TC Pista                         | Chevrolet Chevy        |

- [8]

## Resultados

### Turismo Competición 2000
| Año  | Equipo                   | Auto            | 1   | 2   | 3   | 4   | 5   | 6   | 7  | 8   | 9   | 10  | 11  | 12  | 13  | 14  | Res. | Puntos |
| ---- | ------------------------ | --------------- | --- | --- | --- | --- | --- | --- | -- | --- | --- | --- | --- | --- | --- | --- | ---- | ------ |
| 2007 |                          |                 | CR  | GR  | BB  | SMM | SJU | SP  | AG | SFE | SRA | VIE | BA  | OBE | SL  | PDE | -    | -      |
| 2007 | Honda Racing Dowen Pagio | Honda Civic VII |     |     |     |     |     |     |    |     |     |     | 23† |     |     |     | -    | -      |
| 2008 |                          |                 | PAR | SAL | GR  | SFE | SJU | RES | AG | BA  | OBE | TRH | VIE | SMM | PDF | PDE | 25°  | 2      |
| 2008 | DP-1 Team                | Ford Focus I    | Ret | 18  | 23† | 11  | 11  | 18  | 17 | Ret | 15† | 11  | 11  | 12  | 12  | 10  | 25°  | 2      |
| 2009 |                          |                 | AG  | GR  | OBE | SMM | TRH | RES | BA | CEN | SFE | SFE | SJU | SJU | PDF |     | -    | -      |
| 2009 | DP-1 Team                | Ford Focus I    |     |     |     |     | 26† |     |    |     |     |     |     |     |     |     | -    | -      |
| 2011 |                          |                 | GR  | SFE | SFE | SMM | SJU | RES | AG | TRH | LPL | TRE | JUN | PDF | PAR |     | -    | -      |
| 2011 | DP-1 Team                | Ford Focus I    |     |     |     |     |     |     |    |     |     |     |     | Ret |     |     | -    | -      |

#### Copa Endurance Series
| Año  | Equipo    | Auto         | 1   | 2  | 3   | Res. | Puntos |
| ---- | --------- | ------------ | --- | -- | --- | ---- | ------ |
| 2009 |           |              | TRH | BA | PDF | -    | 0      |
| 2009 | DP-1 Team | Ford Focus I | 26† |    |     | -    | 0      |